# The Duenna
The Duenna (Förklädet) är en opera i tre akter med musik och text av Robert Gerhard. Librettot bygger på Richard Brinsley Sheridans komedi The Duenna (1775).

## Historia
Gerhard verkar ha komponerat The Duenna utan att känna till Sergej Prokofjevs opera på samma tema, Förlovningen i klostret från 1941. Han hade påbörjat sin tonsättning av Sheridans pjäs 1945 utan några som helst förhoppningar att få den uppförd. Operan uruppfördes i en radioutsändning från BBC den 23 februari 1949. Trots att operan hade premiär kort tid efter sin fullbordan fick scenversionen vänta 45 år till den 21 januari 1992 på Teatro Lirico Nacional i Madrid. Den versionen byggde på Gerhards revidering från 1951 i vilken flera scener hade skurits ned för att förbättra operans dramatiska tempo. 

## Handling
Operan följer Sheridans romantiska handling nära och återberättar problemen som Louisa, dotter till adelsmannen Don Jerome, har att undvika äktenskap med den åldrige Don Mendoza. Denne luras till slut att gifta sig med Louisas förkläde, så att Louisa fritt kan gifta sig med sin älskade Antonio.